# Florent Perraud
Pour les articles homonymes, voir Perraud.
Florent Perraud est un footballeur français né le 11 juin 1982 à Rillieux-la-Pape. Il évolue au poste de gardien de but.

## Biographie
A l'AS Saint-Étienne à partir de 14 ans, il ne parvient pas à s'imposer dans son club formateur, restant cantonné à un rôle de troisième gardien. 
Il est prêté un an au Valenciennes FC en National où il ne jouera qu'un match. 
En fin de contrat dans le Forez en 2004, il souhaite se relancer et signe au Dijon FCO,  en deuxième division. 
Doublure les trois premières saisons, il est prêté six mois à Libourne, tout juste promu de National et trouve enfin une place de titulaire. 
De retour à Dijon, il garde les cages du club bourguignon pour la seconde partie de saison. Il jouera la moitié des matchs la saison suivante, en concurrence avec Landry Bonnefoi.
Son contrat expirant à Dijon, il participe lors de l'intersaison 2009 au stage de l'UNFP destiné aux joueurs sans contrat, tout en cherchant un nouveau club où il pourrait être titulaire et signe à Gueugnon, en National pour la saison 2009-2010. Malgré la situation difficile du club, obtenant difficilement son maintien et perdant son statut professionnel malgré des ambitions de remontée, Florent réalise une bonne première saison, étant même nommé meilleur gardien de National. La seconde saison est plus difficile : le club connait de graves difficultés sportives et financières et il est autorisé à quitter le club par le président Tony Vairelles qu'il présente comme un ami. 
Il signe en janvier chez un autre club dans la zone rouge, le SR Colmar. Auteur d'une très bonne saison, il contribue grandement au maintien du club alsacien. 
Les négociations pour prolonger avec Colmar n'ayant pas abouti, il signe au CS Sedan-Ardennes où il occupera le poste de troisième gardien derrière Ulrich Ramé et Geoffrey Lembet.
Le natif de Rillieux-la-Pape s'engage au mercato estival 2013 au DFCO, club qu'il a déjà connu lors des saisons 2004-2005 à 2008-2009.

## Statistiques
Le tableau suivant récapitule les statistiques de Florent Perraud durant sa carrière.
| Saison                | Club                   | Championnat           | Championnat | Championnat | Championnat | Coupe nationale | Coupe nationale | Coupe nationale | Coupe de la Ligue | Coupe de la Ligue | Coupe de la Ligue | Total | Total | Total |
| Saison                | Club                   | Division              | M.          | B.          | P.d.        | M.              | B.              | P.d.            | M.                | B.                | P.d.              | M.    | B.    | P.d.  |
| 2003-2004             | Valenciennes FC (prêt) | National              | 1           | 0           | 0           | 0               | 0               | 0               | 0                 | 0                 | 0                 | 1     | 0     | 0     |
| Sous-total            | Sous-total             | Sous-total            | 1           | 0           | 0           | 0               | 0               | 0               | 0                 | 0                 | 0                 | 1     | 0     | 0     |
| 2004-2005             | Dijon FCO              | Ligue 2               | 2           | 0           | 0           | 1               | 0               | 0               | 1                 | 0                 | 0                 | 4     | 0     | 0     |
| 2005-2006             | Dijon FCO              | Ligue 2               | 4           | 0           | 0           | 4               | 0               | 0               | 1                 | 0                 | 0                 | 9     | 0     | 0     |
| 2006-2007             | Dijon FCO              | Ligue 2               | 2           | 0           | 0           | 0               | 0               | 0               | 3                 | 0                 | 0                 | 5     | 0     | 0     |
| 2007-2008             | FC Libourne (prêt)     | Ligue 2               | 12          | 0           | 0           | 2               | 0               | 0               | 0                 | 0                 | 0                 | 14    | 0     | 0     |
| 2007-2008             | Dijon FCO              | Ligue 2               | 11          | 0           | 0           | 1               | 0               | 0               | 0                 | 0                 | 0                 | 12    | 0     | 0     |
| 2008-2009             | Dijon FCO              | Ligue 2               | 18          | 0           | 0           | 4               | 0               | 0               | 1                 | 0                 | 0                 | 23    | 0     | 0     |
| Sous-total            | Sous-total             | Sous-total            | 49          | 0           | 0           | 12              | 0               | 0               | 6                 | 0                 | 0                 | 67    | 0     | 0     |
| 2009-2010             | FC Gueugnon            | National              | 30          | 0           | 0           | 0               | 0               | 0               | 0                 | 0                 | 0                 | 30    | 0     | 0     |
| 2010-2011             | FC Gueugnon            | National              | 17          | 0           | 0           | 2               | 0               | 0               | 0                 | 0                 | 0                 | 19    | 0     | 0     |
| Sous-total            | Sous-total             | Sous-total            | 47          | 0           | 0           | 2               | 0               | 0               | 0                 | 0                 | 0                 | 49    | 0     | 0     |
| 2010-2011             | SR Colmar              | National              | 22          | 0           | 0           | 0               | 0               | 0               | 0                 | 0                 | 0                 | 22    | 0     | 0     |
| Sous-total            | Sous-total             | Sous-total            | 22          | 0           | 0           | 0               | 0               | 0               | 0                 | 0                 | 0                 | 22    | 0     | 0     |
| 2011-2012             | CS Sedan Ardennes      | Ligue 2               | 1           | 0           | 0           | 0               | 0               | 0               | 0                 | 0                 | 0                 | 1     | 0     | 0     |
| 2012-2013             | CS Sedan Ardennes      | Ligue 2               | 25          | 0           | 0           | 2               | 0               | 0               | 1                 | 0                 | 0                 | 28    | 0     | 0     |
| Sous-total            | Sous-total             | Sous-total            | 26          | 0           | 0           | 2               | 0               | 0               | 1                 | 0                 | 0                 | 29    | 0     | 0     |
| 2013-2014             | Dijon FCO              | Ligue 2               | 5           | 0           | 0           | 4               | 0               | 0               | 0                 | 0                 | 0                 | 9     | 0     | 0     |
| 2014-2015             | Dijon FCO              | Ligue 2               | 3           | 0           | 0           | 3               | 0               | 0               | 0                 | 0                 | 0                 | 6     | 0     | 0     |
| Sous-total            | Sous-total             | Sous-total            | 8           | 0           | 0           | 7               | 0               | 0               | 0                 | 0                 | 0                 | 15    | 0     | 0     |
| Total sur la carrière | Total sur la carrière  | Total sur la carrière | 153         | 0           | 0           | 23              | 0               | 0               | 7                 | 0                 | 0                 | 183   | 0     | 0     |